# Тапољано
Тапољано је насеље у Италији у округу Удине, региону Фурланија-Јулијска крајина.
Према процени из 2011. у насељу је живело 438 становника. Насеље се налази на надморској висини од 21 м.

## Становништво
| 1951. | 1961. | 1971. | 1981. | 1991. | 2001. |
| ----- | ----- | ----- | ----- | ----- | ----- |
| 634   | 594   | 514   | 455   | 466   | 456   |